# Andis
Els andis (en andi: къӀваннал, en rus: андийцы) són una ètnica indígena del Daguestan que viu al rayon o districte de Botlikhsky, principalment a la ciutat d'Andi, a l'oest de la República, limitant amb els txetxens al nord-oest, i al sud-est amb els àvars als que estan emparentats. La seva comarca es diu Àndia i està limitada per les muntanyes Andi i les seves derivacions. L'accés al país està vigilat al sud per la torre Mynin i al nord per la fortalesa de Butsurkha però dins d'Àndia hi ha camins on es pot circular en automòbils. Els andis són musulmans i quasi tots parlen l'àvar i de vegades el rus, a més de la seva pròpia llengua.
Els andis estan dividits en 8 grups:
- Andis propis, 8986 el 1933, 9750 el 1938 i més de 10.000 el 1954. Vers el 2000 es calculava que eren uns 25000.
- Akhwakh o ačwado, 4.610 el 1933
- Bagulal o kvanada, 3.637 el 1933
- Botlikh, 1864 el 1933
- Godoberi, 1.500 el 1946
- Čamalal, 5.101 el 1933 i uns 7000 el 1954
- Karata o kirdi-kalal, 6.235 el 1939
- Tindi o tindal o ideri, 4.777 el 1933

Els akhwakh o ačwado i els karata s'entenen entre ells i no amb els altres; els godoberi i els botlikh també entre ells i amb cap més; i els tindi o tindal i els bagulal es troben a la mateixa situació.
No hi ha estadístiques recents, ja que foren incloses entre els àvars als darrers cens soviètics.
Foren islamitzats pels àvars entre el segle xiii i el XV i són sunnites de ritus xafiïta. Fins al 1918 no havien estat mai sotmesos a cap poder exterior però amb una estructura prefeudal sense constituir tampoc cap poder estructurat. Formaven clans o societats lliures algunes de les quals es federaven. Cada clan tenia com a govern una djama o assemblea dels uzden (camperols lliures); les dones eren lliures (almenys més que en altres pobles del Daguestan) i no es coneixia la čadra i la poligàmia; els seus contactes eren amb els txetxens. A partir del 1945 va començar un procés per la fusió dels àvars, dido, andi, i arči en una única nacionalitat àvar. La seva economia és àmpliament ramadera amb horticultura en terres en terrasses, i alguns artesans de mèrit. A l'aul de Botlikh es fa el mercat principal.
Als darrers anys una part dels andis han emigrat als districtes de Khasavyurt, Babayurt, i Kizilyurt.